# A Star-Crossed Wasteland
 (janvier 2020).
Albums de In This Moment
The Dream
(2008) Blood
(2012)
Singles
1. The Gun Show
Sortie : 1er juin 2010
2. The Promise
Sortie : 28 septembre 2010

A Star-Crossed Wasteland est le troisième album studio du groupe californien de metalcore In This Moment sorti le 9 juillet 2010 sur le label Century Media Records. Il s'est vendu à plus de 10 500 exemplaires sur sa première semaine et s'est classé 40e du Billboard 200.

## Liste des titres
Toutes les paroles sont écrites par Maria Brink, toute la musique est composée par In This Moment et Kevin Churko.
| No  | Titre                                         | Durée |
| --- | --------------------------------------------- | ----- |
| 1.  | The Gun Show                                  | 4:47  |
| 2.  | Just Drive                                    | 3:27  |
| 3.  | The Promise (avec Adrian Patrick d'Otherwise) | 4:28  |
| 4.  | Standing Alone                                | 3:51  |
| 5.  | A Star-Crossed Wasteland                      | 4:31  |
| 6.  | Blazin'                                       | 4:21  |
| 7.  | The Road (avec Gus G.)                        | 4:04  |
| 8.  | Iron Army                                     | 3:27  |
| 9.  | The Last Cowboy                               | 3:54  |
| 10. | World in Flames                               | 5:21  |